# Oni
Pour les articles homonymes, voir Oni (homonymie).
Œuvres principales
- Momotarō (桃太郎)
- Naita Aka-Oni (泣いた赤鬼 ; L'oni rouge qui pleurait)
- Shuten-dōji (酒呑童子)

Oni (鬼) est un terme japonais qui désigne une catégorie générique de yōkai, des créatures du folklore et des légendes du Japon. Présent dans la littérature et les arts, religieux et folkloriques, notamment les sutra bouddhique, le théâtre, la littérature classique, jusqu’à la culture infantile, aux mangas et aux séries d’animation, ce monstre est une figure absolument incontournable de la culture japonaise. La figure de l'oni a été popularisée à l’international par l’intermédiaire de productions artistiques comme les masques de hannya dans le théâtre nō.

## Description

### Apparence
Ce qui caractérise l'oni en premier lieu est son aspect humanoïde et les cornes qu’il porte sur la tête, le rendant relativement ressemblant aux figures diaboliques occidentales.
Ses cornes, souvent inspirées de celles du bœuf, sont généralement situées à l’avant du crâne sur le lobe frontal, mais certaines représentations les font au-dessus, voire à l’arrière du crâne. Ces dernières peuvent rebiquer vers l’avant lorsqu’elles s’en vont vers l’arrière, mais elles ne s’enroulent jamais. Elles peuvent être au nombre d’une ou deux. La présence d’une troisième corne reste extrêmement marginale.

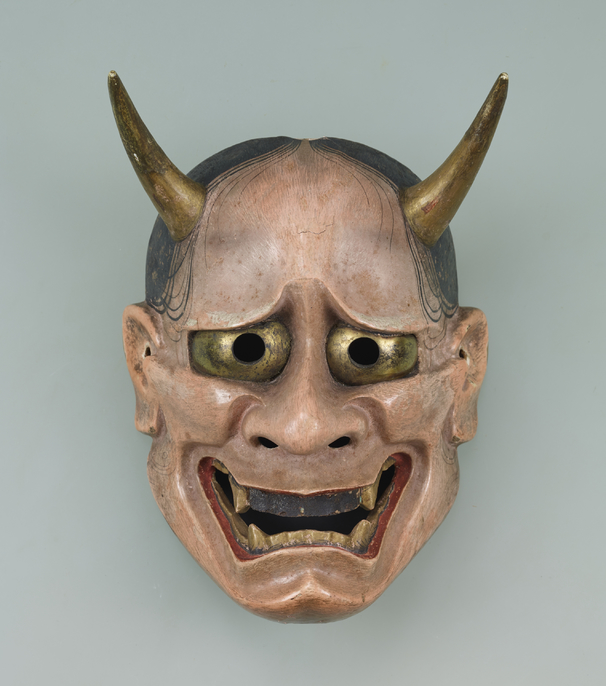
Masque de Hannya datant du. Musée national de Tokyo.

La composition de la face peut énormément changer d’une source à l’autre, mais elle a un caractère généralement caricaturale :
Les yeux ont généralement un aspect arrondi et exorbité. Les globes oculaires sont d’une couleur blanche, mais ils peuvent prendre des teintes jaunes, rouges ou bleues. Les pupilles sont généralement très petites, rarement étroites.
Ses arcades sourcilières sont plus ou moins développées. Selon les représentations, ils possèdent des sourcils apparents ou non. Inspirés des masques de hannya dans le théâtre nō, les oni sans sourcils, ont les traits du visage représentés d’une manière très particulière, évoquant la colère et la rancœur.
L’appendice nasal est comparable à celui de l’homme, avec généralement un aspect arrondi et très large, presque écrasé sur la surface du visage. Dans d’autres cas, le nez est parfaitement droit, mais est constitué de sorte à donner une impression de virilité.
L’aspect de la bouche de l'oni se caractérise par sa largeur, bien supérieur à celle de l’homme au point de déborder sur les joues, les pomettes sont alors décalées vers le haut, juste sous les yeux. La dentition se veut généralement tout à fait comparable à celle d’un humain, mais se caractérisent avant tout par ses canines proéminentes : généralement situées sur la mâchoire supérieur, elle peuvent rebiquer vers le haut, à la manière de défenses. Sur les masques de hannya, elles sont plus ou moins longues et écartées, pour laisser place à un large rictus. Dans certaines illustrations, les oni peuvent également avoir les canines supérieures et inférieures allongées, les faisant se croiser.
Le menton peut être relativement large, compte tenu de l’aspect de la bouche, mais sur les masques de hannya celui-ci est généralement pointu et étroit. La barbe est généralement absente ou représentée de sorte à mieux mettre en avant la large bouche et les grandes canines, la barbe chez l’oni peut être associé à une image d’hommes sauvages vivant dans les montagnes.
Sur certaines illustrations, l'oni peut avoir des parties du visage de plusieurs animaux, notamment le bœuf pour les cornes et les oreilles, et le tigre, tel qu’il est représenté dans les bestiaires dans l’art asiatique, pour le reste du visage, en particulier le nez avec les naseaux bien écartés et la bouche garnie de crocs.

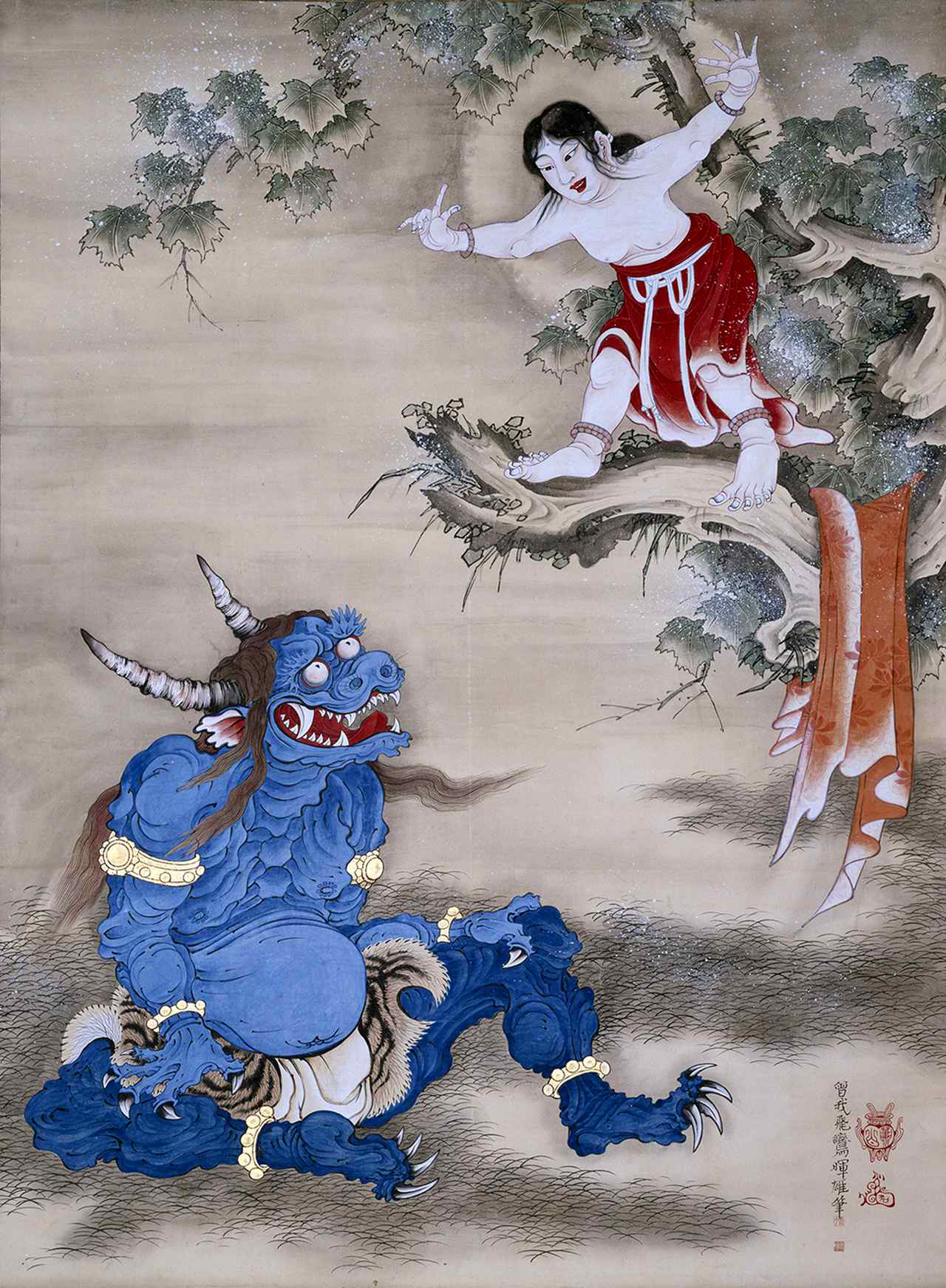
Sessen Doji, offrant sa vie à un oni, par Soga Shohaku, 1764.

Les oni peuvent être de toutes les tailles et de toutes les formes, de l’apparence rachitique, comparable à celle d’un petit gobelin comme le amanojaku, à celle d’un gigantesque colosse. Mais les oni restent généralement illustrés comme ayant une taille comparable, ou au mieux un peu plus grande qu’un homme, évoquant celle d’une figure presque humaine, mais étant une créature hors du commun, comparable à un ogre.
L’aspect du corps change également selon les sources, mais il est généralement considéré comme étant très corpulent et musclé, mais de nombreuses illustrations dépeignent les oni avec un corps aux membres flasques et rabougris comparables à celui d’un vieillard.
La couleur de leur peau est très variable : la représentation standard de l'oni le dépeint comme ayant la couleur rouge, le rendant similaire au diable, mais la figure de l'oni bleu est également très récurrente, notamment dans le folklore populaire. Quatre autres couleurs d’oni, sont mentionnées çà et là dans différents écrits : l'oni jaune, l'oni noir ainsi que l'oni vert ou l'oni blanc, chacune associé à une signification particulière dans la cosmologie bouddhique. L'oni blanc a été remplacé par l'oni vert dans des périodes ultérieures.
Les mains et les pieds des oni sont comparables à ceux des êtres humains, mais ces derniers peuvent avoir un nombre de doigts inférieur ou supérieur. Ces doigts sont généralement terminés par de larges ongles pointus ou des griffes saillantes évoquant celles d’une bête sauvage.
Les oni sont rarement représentés complètement nus, les vêtements qu’ils portent varient selon leur rôle. Mais généralement, les oni sont vêtus d’un pagne, confectionné de manière plus ou moins élaborée, faite à partir de peau de tigre qu’ils auraient abattus eux-mêmes pour souligner leur puissance et leur férocité.
Au delà de leur grande taille et de leur visage effrayant, les oni sont également doté d’un gourdin de fer marqué de pointes et désigné sous le nom de kanabō (金棒).

### Alignement

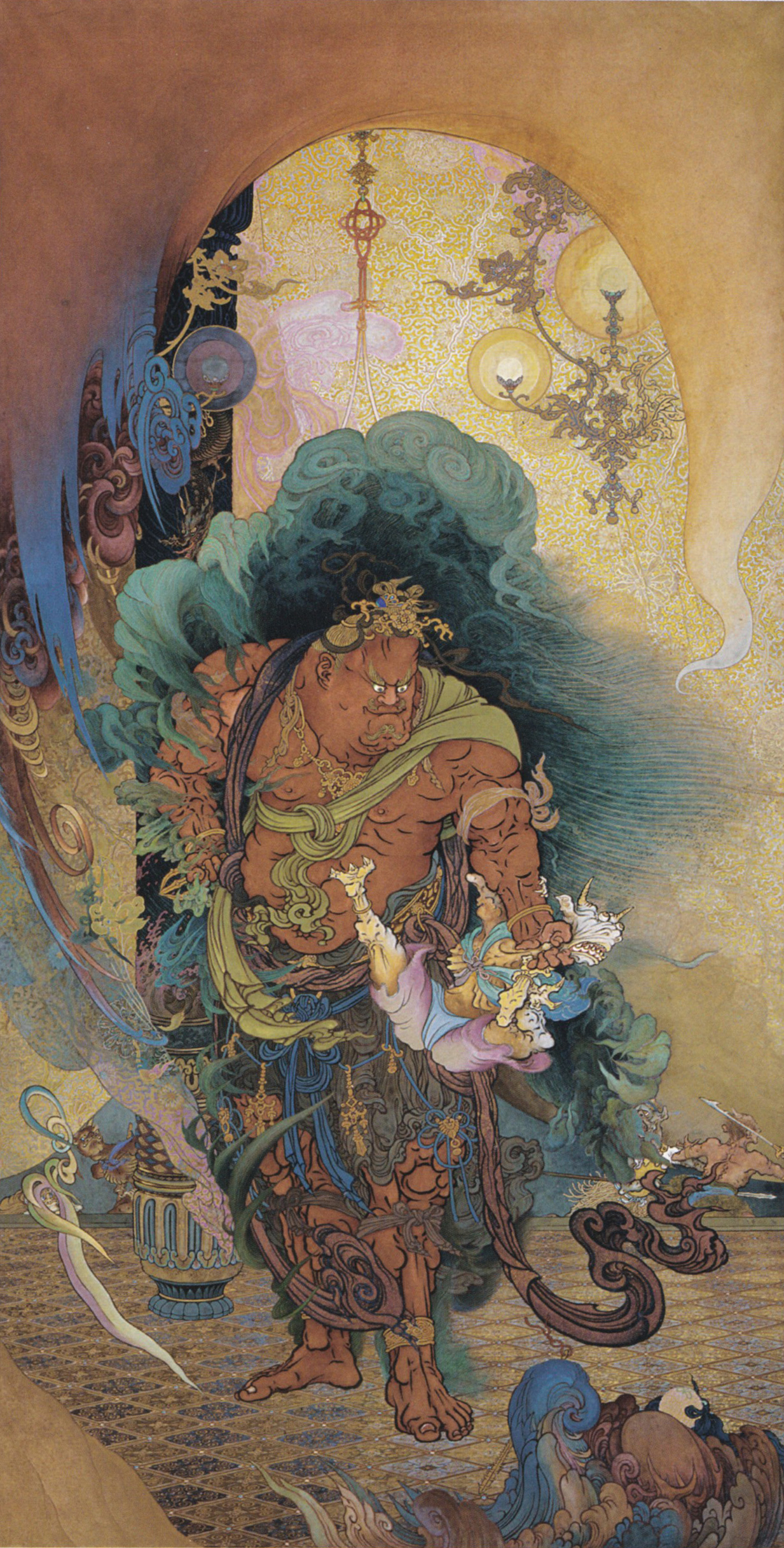
Niō se saisit d'un Oni. Kanō Hōgai, 1886. Rouleau suspendu. Encre et couleurs sur papier,. Musée national d'art moderne de Tokyo.

Dans le monde du théâtre nō, les oni étaient souvent représentés soit comme des esprits vengeurs, soit comme des créatures de l'enfer. Ils sont l’incarnation de tout le mal-être présent dans l’esprit humain. À ce titre, ils sont souvent traduits ou associés à la figure du diable et aux démons.
Dans les contes populaires, les oni jouent souvent le rôle d'antagonistes qui sont systématiquement punis dans des récits héroïques. L'image moderne des oni en tant que créatures maléfiques provient en grande partie de ces récits.
Pourtant, bien que le terme "oni" soit aujourd'hui souvent utilisé comme synonyme de "mauvais" ou "terrifiant" en japonais, il existe plusieurs exemples à travers le Japon où les oni sont vénérés comme des entités puissantes protégeant les villages, comme à Hōki-chō dans la préfecture de Tottori, ou comme des divinités dans des sanctuaires, comme à Iwakiyama dans la préfecture d'Aomori, où les gens remercient un oni pour ses bonnes actions. Bien que la croyance en un oni apportant des malheurs soit répandue, notamment lors de la fête de Setsubun où les fèves sont lancées pour chasser ces monstres, il existe aussi de nombreux cas où ils sont considérés comme des êtres qui chassent eux-mêmes les mauvais esprits pour apporter le bonheur aux humains. Ces interventions, dans la culture infantile comme les albums illustrés, dépeignent l’oni comme une figure éducative essentielle, permettant aux jeunes enfants de mieux appréhender le monde des adultes, en posant des limites sur ce qu’il faut faire ou ne pas faire, à la manière de la figure de l’ogre ou du croque-mitaine.

### Vulnérabilités
Les oni sont réputés avoir des aversions spécifiques qui peuvent être exploitées pour les repousser. Parmi ces choses qu'ils détestent, on trouve les odeurs fortes, les objets pointus, ainsi que la fumée et les effluves générées par la cuisson de poissons comme les sardines. La croyance voudrait que les  oni craignent particulièrement les feuilles de houx, dont les épines pourraient leur crever les yeux. Ils tiennent également les graines de soya en horreur. C’est pourquoi lors de la fête de setsubun, les feuilles de houx et les sardines, sont utilisées pour éloigner ces monstres de l’enceinte des maisons.

## Dénominations

Le caractère chinois 鬼 se prononce de deux manière en japonais :
En lecture japonaise, kun-yomi, il se prononce « oni ».
En lecture chinoise, on-yomi, il se prononce « ki ».

Le caractère chinois 鬼 (guǐ), signifiait à l'origine « âme des morts ». En japonais moderne, le terme oni est encore parfois utilisé pour désigner ce concept, notamment de ceux morts loin de chez eux comme à l’étranger par exemple, sous les expressions de igoku no oni to naru (異国の鬼となる ; « devenir un oni d’un pays étranger »), ainsi que igyō no oni to naru (異境の鬼となる ; « devenir un oni d’un monde inconnu »).
Le terme « oni » est issu de la transformation du mot onu (隠), désignant quelque chose d'invisible, une entité non visible dans le monde des vivants.
Avant que le mot « oni » ne soit couramment utilisé, on utilisait le terme « mono » pour désigner ces entités. Ce terme a été progressivement remplacé par « oni » vers la fin de l'époque Heian. Cependant, des exemples d'utilisation de « mono » peuvent être trouvés dans des textes antérieurs. Par exemple, dans le Bussokusekika (poèmes gravés sur des stèles en pierre à Nara), on trouve l'expression « quatre serpents, cinq mono », et dans Le Dit du Genji, dans le chapitre Hahakigi, il est écrit : « Je me sens envahi par un mono ». Dans ces contextes, le terme « mono » se réfère aux  onryō, des esprits vengeurs, utilisés dans un sens maléfique, non pas comme de simples âmes des défunts, mais comme des esprits capables de provoquer des malédictions. Ils peuvent également être appelés dōji, comme dans le cas du célèbre oni de la montagne Ōeyama appelé Shuten-dōji. Encore aujourd'hui, de nombreuses montagnes et régions du Japon sont entourées de légendes disant que des oni y résidaient autrefois.
Dans le domaine des croyances folkloriques, le caractère 鬼 (oni ; ki) sert également à désigner des éléments de la nature possédant ou ayant acquis des caractéristiques surnaturelles, comme l’onikuma (鬼熊 ; ours-oni) ou encore l’ushi-oni également appelé gyuki (牛鬼 ; « oni-bœuf »), rendant le terme sémantiquement comparable à des termes comme yōkai (妖怪) ou encore obake (お化け) 

## Histoire

### En Chine
Selon le sinologue Shinji Komada, en Chine, le terme 鬼 (guǐ) désigne des esprits ou des âmes de défunts qui apparaissent sous une forme humaine, souvent sous les traits d'une jeune femme décédée. Ces esprits, parfois dotés d'une beauté exceptionnelle, reviennent dans le monde des vivants pour rechercher l'affection des êtres humains. Il existe de nombreuses histoires dans la littérature chinoise relatant ces rencontres entre vivants et esprits.
Par exemple, dans le récit de la dynastie Tang intitulé Cáiguǐ jì (才鬼記), une jeune femme fantôme cherche l'amour auprès des vivants, tandis que d'autres histoires comme le récit intitulé  "Le Manteau rouge" dans le recueil Sōshin-ki (捜神記) des Six Dynasties décrivent des fantômes éprouvant de la tristesse lors de la séparation avec les vivants. Certains récits vont même jusqu'à raconter des esprits qui reviennent à la vie, donnent naissance à des enfants, ou continuent à entretenir une relation intime avec un vivant, ce qui conduit généralement à la mort de celui-ci.
Au Japon, on trouve des cas similaires où le terme « oni » est utilisé dans le sens de « fantôme ». Par exemple, Fujiwara no Sanesuke a écrit dans son journal que Fujiwara no Yorimichi, grand chancelier, était tombé malade à cause du kiryō (鬼霊), l'esprit fantôme de son oncle Fujiwara no Michitaka. De même, Fujiwara no Yorinaga a attribué la maladie de l'empereur retiré Toba à l'emprise de l'oni de son grand-père, l'empereur retiré Shirakawa.
Dans l'illustration de la légende japonaise Kibi Daijin Nitō Emaki (吉備大臣入唐絵巻), on voit l'oni Abe no Nakamaro apparaître sous forme d'un esprit au corps nu, avec un pagne rouge, une corne sur la tête, des cheveux hérissés, une peau rouge vif, une grande bouche avec des dents acérées, et trois doigts à chaque mains et pieds. Ce type d'apparition démontre l'influence des représentations chinoises sur la perception des esprits au Japon.
Par ailleurs, en Chine, le caractère 鬼 ne se limite pas seulement aux âmes des défunts mais englobe également tous les êtres surnaturels ou monstrueux. Selon Shigeki Kaizuka, le caractère chinois 鬼 est composé de « 由 » et de « 人 », représentant une personne portant un masque large. Ce caractère symboliserait les chamanes des temps anciens, portant des masques lors des rituels spirituels, manifestant ainsi une transformation en entités surnaturelles.

### Influence du taoïsme: Lekimon
Selon le taoïsme chinois et l’Onmyōdō ésotérique, les voies du yin et du yang, la direction nord-est est appelée le kimon (鬼門 ; "porte du démon") et considérée comme une direction porte-malheur par laquelle les mauvais esprits passaient. Basé sur la symbolique des douze animaux du zodiaque aux directions cardinales, le kimon était également connu sous le nom d' ushi-tora (丑寅), ou "direction du bœuf et du tigre". Une hypothèse qui tend à expliquer la présence de cornes de bovin, mais aussi les griffes, la mâchoire d’un fauve ainsi que le large pagne en peau rayée du tigre présent chez l'oni.
Les temples sont souvent construits face à cette direction, par exemple, Enryaku-ji a été délibérément construit sur le mont Hiei qui était dans la direction kimon (nord-est) de Kyoto afin de garder la capitale, et de même Kan'ei-ji a été construit dans cette direction depuis le château d'Edo.
Les bâtiments japonais peuvent parfois avoir des indentations en forme de L au nord-est pour se tenir à la direction inverse de l'oni. Par exemple, les murs entourant le palais impérial de Kyoto ont des coins crantés dans cette direction.

### Développement de la figure de l'oniau Japon

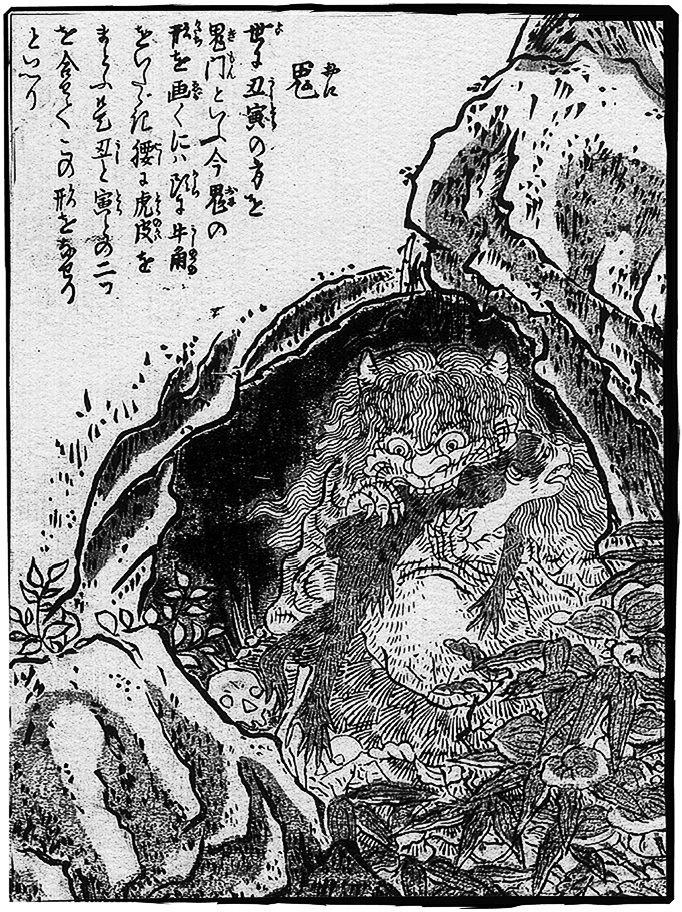
Illustration d’un oni dans le Konjaku Gazu Zoku Hyakki (今昔画図続百鬼), par Toriyama Sekien, 1779.

Selon la critique littéraire Akiko Baba, le terme chinois original pour désigner les esprits des morts a été introduit au Japon à la fin du VIe siècle, se superposant au concept indigène japonais d'« oni », qui représentait des esprits ancestraux, plus particulièrement des esprits de la terre, souvent représentés avec un seul œil, associé à un symbole de divinité. Certains, comme Gorai Shigeru, suggèrent que cet « œil unique » représente la forme d'un dieu de la montagne. Ainsi, l'oni à un seul œil évoque plus l'image d'une divinité ethnique que celle d'un esprit des morts. Le Nihon Shoki décrit également des divinités malfaisantes comme des « oni », ce qui montre comment les concepts de mono comme étant des divinités inconnues mais aussi de forces mystérieuses, ont été amalgamés pour aboutir à la figure de la créature. L'image de l'oni violent mangeur d'hommes dans les légendes est issue de la fusion entre les concepts de kami, de mono, ainsi que des démons de l'enfer bouddhique, créant ainsi une créature hybride influencée par diverses croyances et superstitions. D’un point de vue shintoiste, les oni serait une des créations souterraines crées par Izanagi, après la mort de sa défunte épouse et sœur Izanami.
Selon Takashi Okabe, maître de conférences à l'Université de la Culture de Daitō, l'oni représente une entité du monde des esprits qui envahit le monde des vivants. L'image diversifiée de l'oni s'explique par les perceptions variées du monde des esprits à travers les différentes époques et sociétés. Les rebelles qui ne se soumettaient pas à l'autorité impériale, ceux qui violaient la loi, les étrangers, les résidents des montagnes comme les yamabushi, et même certains artisans comme les forgerons, étaient parfois désignés sous le terme de oni et l'imaginaire qu'il véhicule, créant un lien fantasmé entre le monde des vivants et des morts. Okabe explique que les âmes vengeresses, les rakshasad de l'enfer, les yakshas, et les yōkai des montagnes sont autant de manifestations de l'oni, élargissant ainsi sans cesse l'image du monstre.
Durant la période allant de l'époque Heian au Moyen Âge, c'est-à-dire entre la période de Kamakura jusqu'à la fin de la période Édo, les oni des légendes étaient souvent représentés comme des incarnations d'esprits vengeurs ou comme des monstres terrifiants mangeurs d'hommes. À Ōeyama, au nord-ouest de Kyoto, un chef oni nommé Shuten-dōji dirigeait ses acolytes, dont Ibaraki-dōji, depuis son repaire. Ces oni étaient décrits avec des cheveux rouges, des cornes, et des membres ressemblant à ceux des ours, se nourrissant de la chair de jeunes femmes enlevées dans la capitale. Dans le Ise Monogatari (伊勢物語 ; Les Contes d'Ise), un passage raconte qu'une femme est dévorée en une bouchée par un oni, d'où l'expression oni hitokuchi (鬼一口 ; « un oni, une bouchée ») pour désigner une situation de grand danger. Okabe interprète cela comme une représentation réaliste de la mort et des disparitions fréquentes lors des guerres, des catastrophes, et des famines, perçues comme des incursions du monde des esprits dans celui des vivants.

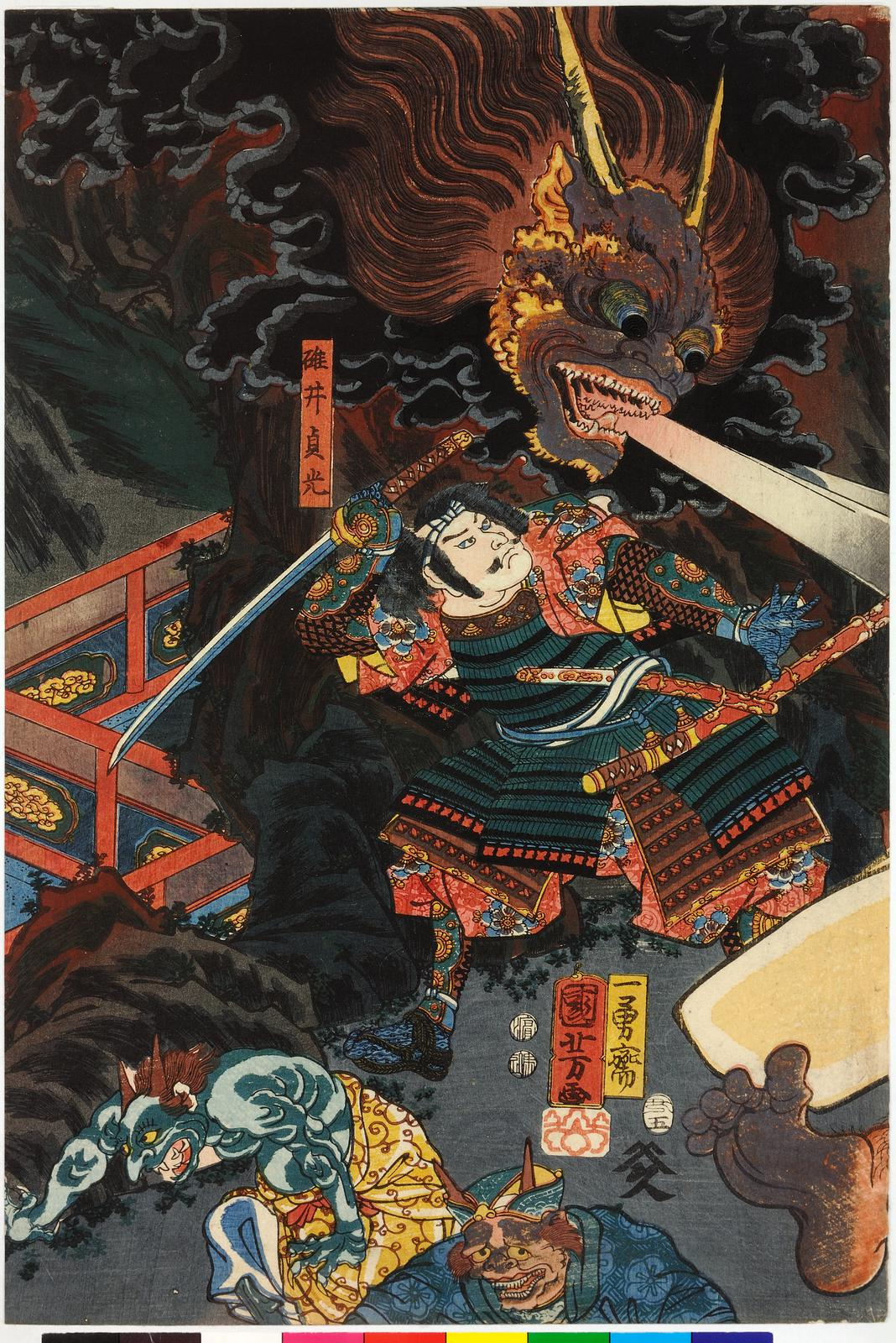
Impression de triptyque en bois, oban tate-e. Raiko séparant la tête du Shuten-doji, qui jaillit dans l'air, tandis que ses disciples détruisent les autres oni.

Okabe ajoute que l'oni est un visiteur de l'autre monde qui enlève les humains vers l'autre côté, mais peut aussi être un dieu qui laisse derrière lui des bénédictions avant de repartir, comme dans les contes populaires Issunbōshi (Le Garçon d'un Pouce) et Kobutori Jīsan (Le Vieillard au Lobe de la Joue). Ōeyama est célèbre pour être un lieu associé au monde des esprits, car pour la capitale impériale de Kyoto, cette montagne représentait l'autre monde. De nombreuses légendes d'oni sont associées aux régions montagneuses perçues comme des portes vers cet autre monde.
Selon Satoko Koyama, professeure à l'Université Nishōgakusha, au cours de l'époque Heian, les distinctions entre les démons issus des textes bouddhiques, les mononoke, des esprits vengeurs indéfinis, et les figures démoniaques apparaissant comme des dieux des épidémies n'étaient pas clairement définits. Ces oni étaient souvent représentés avec un grand corps, un œil unique, une grande bouche, des cornes, portant un pagne rouge, et avec trois doigts aux mains et aux pieds. Koyama note que ces caractéristiques étaient grandement influencées par les représentations iconographiques bouddhiques des oni. Cependant, dans le cas des mononoke, certaines représentations iconographiques provenant d'autres textes chinois comme le Shanhaijing (Classique des Montagnes et des Mers) montrent des images différentes. Néanmoins, toutes ces représentations partagent l'idée d'une image effrayante qui provoquait la terreur chez les gens de l'époque.

### Origines probables ancrées dans le réel
Il existe plusieurs théories sur l'origine des oni, certaines suggérant qu'ils pourraient avoir une base réelle. Voici quelques hypothèses notables qui ne figurent pas parmi les plus traditionnelles :

Selon une théorie proposée par l'historien Wakao Gozō dans son ouvrage oni densetsu no kenkyū (鬼伝説の研究 ; « recherches sur les légendes des oni ») publié en 1981, l’image de l'oni tirerait son inspiration de la figure des métallurgistes, artisans spécialisés dans l'extraction minière, la fonte des métaux et la fabrication d'objets métalliques. Wakao observe que de nombreux lieux associés à des légendes de oni sont également des régions minières. Dans plusieurs récits de ces contrées, les oni sont étroitement liés à des activités de métallurgie, ce qui amène à penser que ces artisans auraient pu être perçus comme ces monstres en raison de leur apparence et des conditions de travail difficiles. Cette hypothèse a suscité à l'époque des réactions mitigées, mais elle a gagné en crédibilité avec le temps.
Une autre théorie suggère que les oni pourraient être basés sur les Émishi, un peuple autochtone du nord du Japon qui a résisté à la domination impériale japonaise. Les récits de Sakanoue no Tamuramaro, un général célèbre pour ses campagnes contre les Émishi, incluent des histoires où il combat des oni avec l'aide de divinités bouddhistes. Certains chefs Émishi, comme Ōtōmaru, ont été décrits dans certaines légendes comme des oni, ce qui pourrait refléter la perception des Japonais de l'époque envers ces peuples rebelles.
Une hypothèse avancée dans le Danka Fushi (丹哥府志 ; « registre du gouvernement du Danka ») pendant l'époque d'Edo suggère que les oni pourraient être des pirates venus de l'étranger. Pendant l'ère Meiji, une théorie populaire assimilait les oni aux Russes, une idée alimentée par les conflits contemporains avec la Russie, comme l'intervention des Trois Nations et la guerre russo-japonaise. Le fait que Maizuru, près du mont Ōe, abritait une base navale japonaise pour se préparer à une éventuelle confrontation avec la Russie, a renforcé cette hypothèse.

## Représentation desonidans le folklore et la littérature traditionnelle japonaise
Akiko Baba classe les oni en cinq catégories :
- Les oni du folklore : liés aux esprits ancestraux, notamment aux esprits de la terre.
- Les oni associés aux cultes fait par les habitants des contrées montagneuses : tels que les yamabushi, des ermites travaillant loin de la société, où ils côtoient d'autres créatures comme les tengu.

Ceux des deux premières catégories sont très présentes dans le folklore populaire, souvent assimilés en français aux esprits, aux lutins aux ogres ou encore aux sorcières.
- Les oni liés au bouddhisme : tels que les démons malfaisants (jakki), ainsi que des figures démoniaques issues de cultures étrangères : les yakshas, et les rakshasas, dont les oni ont emprunté quelques-unes de leurs caractéristiques physiques.
- Les oni humains: bandits ou personnes violentes devenues des oni en guise de punition divine.
- Les oni issus de récits de transformation : où une personne se transforme en oni en raison d'un profond sentiment de rancune ou de colère, comme il est possible de le voir chez les personnages portants des masques de hannya dans le théâtre nō.

Dans ces cas de figure, ces oni sont bien souvent désignés en français sous l'appellation générale de démon ou diable.

### Figure de l'onidans le bouddhisme
En enfer, les oni sont décrits comme les subordonnés d’Enma, le roi des enfers, servant de geôliers dans les différentes sections infernales. Des oni tels que le duo Gozu (牛頭 ; tête de bœuf) et Mezu (馬頭 ; tête de cheval), ainsi que Abarasetsu (阿傍羅刹) sont des exemples typiques de ces créatures infernales. Le rôle de ces oni étant de tourmenter et torturer les âmes damnées de ceux ayant accompli des crimes horribles de leur vivant, en les frappant, les brûlant ou encore en les écorchant indéfiniment.
Les oni des cinq couleurs : rouge, bleu, jaune, noir et vert ou blanc sont associés aux concept du wuxig (go-gyō ; 五行 ; « cinq phases ») et de Nīvaraṇa (go-gai ;五蓋 ; « les cinq empêchements »). Dans cette cosmologie, les oni sont associés à un obstacle spécifique : L'oni rouge est associé au feu de la convoitise, l'oni bleu est associé au bois de la colère. À l'origine, le blanc était la couleur correspondant à celle du métal dans la symbolique des cinq phases, mais lorsque les oni ont été associés au concept des cinq empêchements, la couleur est passée du blanc au vert.
Lafcadio Hearn dans son récit Shokujinki (食人鬼, « L'oni mangeur d'hommes »), déclare "Ceux qui ont été avide de leur vivant sont supposés devenir des gaki (餓鬼 ; esprits affamés)" pour enfin tomber dans le Gakidō (餓鬼道 ; « le royaume des esprits affamés ») après leur mort.

### Figure d'hommes transformés enoni
Il existe des récits où des êtres humains se transforment en oni sous l'effet de la haine ou de la jalousie, en plus des histoires où des oni prennent l'apparence humaine pour attaquer les gens. Parmi les exemples les plus connus, on trouve les récits de nō comme Tetsumon et Momijigari, qui racontent l'histoire de femmes devenues oni à cause de leur jalousie. Le masque de Hannya est l'un des symboles les plus typiques de ces transformations.
Dans le Ryōjin Hishō recompilé à la fin de l'époque Heian), il est mentionné dans une chanson où une femme jette une malédiction sur un homme : « ...qu'il devienne un oni avec trois cornes... ». Cela montre qu'à la fin du XIIe siècle, il était courant de maudire quelqu'un pour le transformer en oni, et que l'image d'un oni avec des cornes était déjà bien établie. Il s'agit ici d'une tentative de transformer autrui en oni, ce qui est différent des cas où une personne se transforme volontairement.
Les oni serviteurs du moine En no Gyōja dans la tradition de Shugendō, appelés Zenki et Goki, ont vu leurs descendants fonder des villages humains comme Zenki-mura (aujourd'hui Shimokitayama-mura). Un exemple similaire se retrouve dans la tradition bouddhique, où les habitants de Yase, près du mont Hiei, affirment être les descendants d'un oni qui avait été le serviteur du moine Dengyō Daishi (Saichō). Orikuchi Shinobu interprète cette tradition en suggérant que les Yase n'étaient pas à l'origine des oni, mais des divinités qui ont été transformées en oni avec l'adoption du bouddhisme.
Un cas rare est relaté dans le Konjaku Monogatari (Tome 20, Chapitre 7), où un moine de Kongo-san dans la province de Yamato, originaire d'une région montagneuse de Shinano et au teint couleur de cuivre, est devenu un ami proche de Fujiwara no Akiko après avoir exorcisé un esprit maléfique. Poursuivi plus tard par des assassins, il survit à une chute d'une falaise et, après d'êtres revus, déclare qu'il eu abandonné la voie du moine pour devenir un « oni de l'amour ». L'oni est décrit comme étant nu, chauve, mesurant environ 2 mètres 40, avec une peau noire comme le jais, des yeux semblables à des ustensiles de métal, une grande bouche remplie de dents et de crocs acérés, portant un simple fundoshi (une petite veste) de couleur rouge et le fameux kanabō à la taille. Bien que n'étant pas un bandit, il est traité comme un oni ou un tengu, une espèce de monstre par la cour impériale en raison de son inutilité, reconnaissant lui-même comme un oni de l'amour. Il continuera néanmoins à entretenir une relation avec Fujiwara no Akiko jusqu'à sa mort.

### Mention desonidans la littérature
Hyakki Yagyō (百鬼夜行)
Le Hyakki Yagyō est une procession de créatures surnaturelles, censée parcourir les rues de la capitale pendant la période de Heian. Cette idée est présente dans diverses œuvres littéraires, dont le Uji Shūi Monogatari (宇治拾遺物語), où un moine en pleine retraite spirituelle au temple de Ryūsen-ji (龍泉寺) tombe sur cette parade. Une autre histoire, tirée du Konjaku Monogatari (今昔物語集), relate l'expérience d'un jeune homme confronté au Hyakki Yagyō. À cette époque, on croyait que voir cette procession macabre pouvait entraîner la mort ou la maladie, mais ces récits concluent que la foi pouvait protéger ceux qui la croisaient.
Oni rouges et oni bleus (Aka-oni ; 赤鬼, Ao-oni ; 青鬼)
Le Uji Shūi Monogatari présente divers oni de différentes couleurs et formes, dont des rouges et des bleus, certains avec un seul œil ou sans bouche. Ces créatures sont décrites comme ayant des tempéraments distincts selon leur couleur. On trouve également le terme onki (穏鬼) pour désigner un oni doux ou bienveillant, souvent porteur de bénédictions.
Les quatre oni de Fujiwara no Chikata (藤原千方の四鬼)
Fujiwara no Chikata est un noble légendaire qui, selon la tradition, contrôlait quatre oni puissants. Ces serviteurs surnaturels étaient réputés pour leur force et leur loyauté, et faisaient de Fujiwara no Chikata une figure redoutable.
Rasetsukoku (羅刹国)
Le Rasetsukoku est un royaume de démons mentionné dans le Daitō Saiiki Ki (大唐西域記), où l'on raconte l'histoire d'une île peuplée uniquement de femmes rasetsu (羅刹), un type de démon cannibale. Un récit similaire apparaît dans le Konjaku Monogatari, où l'île est localisée quelque part au sud ou à l'est du Japon, et est peuplée uniquement de kijo, des oni féminins.
L'oni du la porte Rajō (羅城門の鬼 ; Rajōmon no oni)
Ce récit légendaire raconte l'histoire de Watanabe no Tsuna, un samouraï qui combat un oni à la porte Rajō, une des grandes portes de Kyoto. Lors de cette bataille, il parvient à trancher le bras de l'oni, un acte souvent représenté dans l'art et le théâtre.
L'oni de Adachigahara (安達ヶ原の鬼婆)
Cette légende raconte l'histoire tragique d'une vieille femme, autrefois une nourrice, qui tue une femme enceinte pour obtenir le foie de son enfant afin de guérir une princesse malade. Après avoir commis cet acte, elle découvre que la femme enceinte était en réalité sa propre fille. Accablée de chagrin et de culpabilité, elle se transforme en oni. Ce récit a inspiré la pièce de théâtre Nō Kurozuka (黒塚), également connue sous le nom de Adachigahara.

#### Célèbres récits d'oni
Momotarō (桃太郎)
Dans cette légende, Momotarō, l’enfant né d'une pêche, se lance dans une quête pour vaincre des oni sur l’îles d’ onigashima, pour aider les habitants ou pour devenir plus fort. Accompagné par d’un chien, un singe et un faisan, il combat et triomphe des oni, dont leur chef, un certain Ura, mettant fin à leurs méfaits et rapportant leurs trésors pour restaurer la paix.
Shuten-dōji (酒呑童子)
Ce conte raconte l’histoire de Shuten Doji, un oni redoutable qui réside à Oeyama. Il terrorise la région, enlevant des jeunes filles pour les dévorer. Un groupe de guerriers mené par le héros Raiko, avec l’aide des dieux, réussit à infiltrer sa forteresse et le tue, libérant ainsi les captives.
Naita Aka-Oni (泣いた赤鬼 ; L'oni rouge qui pleurait)
Un oni rouge, désirant être ami avec les humains, ne parvient pas à gagner leur confiance. Son ami, un oni bleu, met en scène un faux combat pour permettre à l'oni rouge de se rapprocher des villageois. Cependant, cet acte de sacrifice cause leur séparation, ce qui fait pleurer l'oni rouge, montrant sa sensibilité et son regret. Cette histoire dépeint la figure de l'oni dans une dimension plus humaine, elle est d’ailleurs très présente dans les albums jeunesse.

## Utilisations du termeonidans les contextes contemporains

### Usages dans le domaine médicolégal
Au Japon, dans le domaine de l'autopsie, plus particulièrement celles menées par les experts de la police, le terme oni est utilisé pour décrire certains stades de décomposition d'un corps humain. En effet, un cadavre qui, avec le temps, gonfle en raison des gaz de putréfaction et change de couleur (de bleu à rouge, puis à noir), est appelé respectivement Ao-Onii (青鬼 ; Oni bleu), Aka-Oni (赤鬼 ; Oni rouge), et Kuro-Oni (黒鬼 ; Oni noir) en fonction de l'évolution de son apparence. Cette analogie entre un corps en décomposition gonflant sous la pression du gaz en putréfaction, n’est pas sans rappeler l’origine des légendes autour des vampires en Europe. En japonais, le vampire est parfois désigné sous le nom de kyūketsuki (吸血鬼 ; « oni suceur de sang »).

### Utilisations en biologie
Le terme oni est également utilisé comme préfixe dans les noms vernaculaires japonais d'espèces animales ou végétales pour désigner des spécimens exceptionnellement grands ou dotés de caractéristiques redoutables. Cette utilisation provient de la tendance des Japonais à attribuer le nom oni aux êtres ou objets jugés particulièrement impressionnants par leur taille ou leur aspect.
Le préfixe oni est couramment utilisé pour décrire des espèces qui surpassent leurs homologues en taille ou possédant des excroissances pointues, ou bien un certain potentiel de danger auquel ils sont associés par leur agressivité ou leur toxicité, les rendant intimidant ou menaçant faisant penser à un oni d’une grande taille au regard terrifiant doté de cornes et de son kanabō. Mais ce terme n’est pas utilisé pour désigner les espèces les plus grandes de leurs classifications respectives dans la nomenclature japonaise moderne : les termes de Tonosama (殿様 ; « seigneur »), Ōsama (王様 ; « roi », Daiō (大王, « grand roi ») et Kōtei (皇帝 ; « empereur ») sont préférés. Le terme oni, peut parfois être issus de traductions scientifique de terme comme « diable » ou « démon ».
Voici une liste d’espèce non exhaustive utilisant le terme oni :

#### Zoologie
- Oniyanma (鬼蜻蜓 ; « libellule-oni ») : Anotogaster sieboldii ; Grande libellule
- Onikuwagata (鬼鍬形 ; « forme-de-houe-oni » ; « lucane-oni ») : Dorcus titanus ; Grand lucane
- Onihitode (鬼海星 ; « l'étoile de mer-oni ») : Acanthaster planci ; Couronne d'épines
- Oninamako (鬼海鼠 ; « souris de mer-oni » ; « concombre de mer-oni ») : Stichopus japonicus ; Concombre de mer épineux
- Ōonikakkō (大鬼郭公, « grand coucou-oni ») : Urodynamis taitensis ; Coucou de Nouvelle-Zélande
- Onigumo (鬼蜘蛛 ; « l'araignée-oni ») : Araneus ventricosus

#### Botanique
- Oniyuri (鬼百合 ; « lys-oni ») : Lilium lancifolium ; Lys tigré
- Kooniyuri (小鬼百合 ; petit lys-oni) : Lilium leichtlinii : Petit lys tigré
- Onibasu (鬼蓮 ; « lotus-oni ») : Euryale ferox ; Nénuphar épineux
- Onitake (鬼茸 ; « champignon-oni ») : Lepiota acutesquamosa ; Lépiote à écailles

### Expressions

#### Figure de l'onicomme un être aux compétences surhumaines
La figure de l'oni est utilisée pour marquer une forte symbolique autour de la force :
L’expression oni-goroshi (鬼殺し ; « tueur d’ oni ») a par exemple plusieurs usages : Il peut s'agir d’une technique d’attaque surprise dans le milieu du shogi, ou bien, en association avec l’expression oni o mo taoseru (鬼をも倒せる ; « faire se renverser un oni »), désigne également un alcool très fort.
Ou encore l’expression oni no kakuran (鬼の霍乱 ; « le kakuren de l'oni », le terme kakuran (霍乱) étant un ancien terme désignant un coup de chaleur)). Cette expression est utilisée lorsque quelqu'un, habituellement robuste comme un oni, tombe soudainement malade. Il est à noter que ce terme peut être perçu comme irrespectueux lorsqu'il est utilisé pour parler de personnes ayant un statut supérieur hiérarchiquement.
La figure de l'oni peut être utilisée pour symboliser une faculté, un acte, dépassant les capacités humaines, avec l’expression oni no goki kino (鬼のごとき異能 ; « forte magistrale d’un oni ») ou encore le terme kisai » (鬼才 ; "talent d’ oni").
Cette immense force accordée à l'oni s’illustre également dans l’expression oni-ni-kanabō (鬼に金棒 ; « le kanabō de l'oni »), c'est-à-dire être invincible ou imbattable. Elle peut aussi être utilisée dans le sens de « fort au-delà de fort », ou celui de voir une ou plusieurs de ses habiletés naturelles améliorées grâce à l’utilisation d’un outil,.
Un autre terme kibo (鬼謀 ; « ruse de l'oni ») fait référence à une stratégie ou ruse exceptionnelle, souvent utilisée dans l'expression shinzan kibō (神算鬼謀 ; « une ruse d' oni divinement calculée ») pour désigner une stratégie astucieuse et complexe.
Cette puissance de l'oni, permet également d’imager la figure du dévouement à son paroxysme, des expressions telles que shigoto no oni (仕事の鬼 ; « oni de travail » ; Un bourreau de travail), gēmu no oni (ゲームの鬼 ; « oni de jeu » ; génie du game ; crack de jeux-vidéo) encore dohyō no oni (土俵の鬼 ; « oni du ring du sumō » ; génie du ring) etc… désignent quelqu’un de complètement investi dans son travail, sa discipline sportive, sa passion, généralement au point d’en devenir imbattable. En français, l'oni peut s'apparenter à un roi, une bête, un fou, un génie, un crack, un bourreau, etc. selon les circonstances qu'oblige la traduction de chacune de ces expressions.
La figure de l'oni peut également être utilisée pour marquer les intentions intenses d’une personne, qu’elles soient bonnes ou mauvaises : l’expression Oni no Benkei (鬼の弁慶 ; « benkei de l'oni ») désigne une formidable bravoure en citant le célèbre personnage historique benkei.

#### L'onicomme une figure terrifiante et antipathique
D'un autre côté, une personne cruelle et impitoyable peut aussi être comparée à un oni, comme dans l'expression kokoro wo oni ni suru (心を鬼にする ; « avoir un cœur d' oni » ; avoir un cœur de pierre). Le mot saiki (債鬼 ; « dette oni » ; dette monstre) peut également désigner une énorme dette difficile à rembourser, mais surtout un créancier impitoyable.
Le terme oni, suivi du rôle ou de la profession onibabā (鬼ババア ; vieille-femme-oni ») désignant également une sorcière du folklore, désigne surtout une féroce bonne femme qui punit les enfants à tour de bras. De même, les termes oni kōchi (鬼コーチ ; « coach oni ») ou encore oni sensei (鬼先生 ; enseignant-oni) désignent respectivement un coach sportif et un professeur extrêmement sévère, au point d’être considéré comme abusif voire violent. Plus particulièrement adepte des châtiments corporels, lorsque ceux-ci étaient autorisés au Japon, mais des remarques désobligantes, un comportement un peu tatillon suffit pour être associé au monstre. Dans la même logique, une oni-yome (鬼嫁 ; femme-oni) peut désigner une femme exécrable qui aime raconter des mensonges ou véhiculer des rumeurs dans le dos des gens, elle peut s'apparenter à la figure de la "langue-de-vipère" en France ou encore de la "Karen" aux États-Unis.
Plusieurs expressions et proverbes japonais font référence aux oni. Par exemple, l’expression oya-ni ninu ko-wa oni-no ko (親に似ぬ子は鬼の子 ; un enfant qui ne ressemble pas à ses parents est l’enfant d’un oni), est utilisée pour référer au fait que tous les enfants prennent certaines caractéristiques de leurs parents ; dans le cas contraire, cela voudrait dire que les parents biologiques de ceux-ci ne sont pas ceux qui les ont élevés. Dépendant du contexte où elle est utilisée, cette expression peut aussi avoir comme connotation que les enfants qui n’agissent pas comme leurs parents ne sont pas des êtres humains, une comparaison qui n’est pas sans rappeler les changelins dans la culture européenne.
Cette expression peut être utilisée par un parent qui réprimande un enfant s’étant mal conduit. Il existe d’autres variantes de cette expression comme : oya-ni ninu ko-wa onigo (親に似ぬ子は鬼子) ou encore oya-ni ninu ko-wa onikko (親に似ぬ子は鬼っ子).
L’image de l'oni peut également être utilisée pour décrire une forme d’exagération amenant à une forme de laideur caricaturale : L'oni-cam (鬼キャン) est un terme utilisé pour désigner une voiture dont les roues ont un angle de carrossage exagéré, ou pour décrire une modification de mauvais goût.
Mais cette forme de laideur, peur dans certains cas avoir une forme d’attrait : Dans l’expression oni mo jūhachi, bancha mo debana (鬼も十八、番茶も出花 ; « même un oni de 18 ans à la fraîcheur d’un thé ordinaire »). C'est une métaphore pour dire que même une personne laide peut sembler à minima attrayante à un certain âge.
Dans le domaine des jeux d’enfants de cour de récréation, l'oni joue un rôle tout à fait comparable à celui d’un prédateur consistant a attraper des proies, comme le chat, le loup ou encore l’épervier, dans les jeux de courses-poursuite, de cache-cache. Ces jeux sont désigné sous le nom d' oni no yakumawari (鬼の役回り ; « changement de rôle de l'oni »).
Dans la variante japonaise de « un, deux, trois soleil » (達磨さんが転んだ ; Daruma-san ga koronda), l'oni joue le rôle de celui qui regarde le mur et élimine les joueurs qui ne se figent pas après la comptine.

#### Autres usages
Les termes de oni-gui (鬼食い ; « bouffeur-oni ») et « oni-nomi (鬼飲み ; « buveur-oni ») désignent le rôle de goûteur, la personne chargée de tester les aliments afin de vérifier si ces derniers ne seraient pas empoisonnés.
L'oni-oroshi (鬼卸し), désigne en japonais, un outil ressembant à une râpe grossière pour râper des aliments comme le radis blancs en gros morceaux.
Pendant la guerre sino-japonaise, les Chinois ont commencé à utiliser ce terme pour désigner les soldats japonais, les considérant sous le terme de  Nihon-kiko (日本鬼子 ; « enfants oni »).

### Festivités autour desoni
Il existe une cérémonie annuelle pour faire fuir les oni, particulièrement au début du printemps, désignée sous le nom de setsubun (節分). Durant cette période, qui se déroule le 3 février, les gens décorent leurs maisons d’éléments que les oni détestent et jettent des graines de soya à l’extérieur de leur maison et s’exclament : Oni wa soto! Fuku wa uchi! (鬼は外！福は内！?, « Oni sort ! La fortune rentre ! »). Par ailleurs, les statues de singes sont également utilisées pour se prémunir contre l’influence des oni, car le mot japonais saru (猿 ; singe) est un homophone du verbe saru (去る ; « partir », « quitter »). Dans certaines traditions de folklore et de spectacles populaires, les âmes des ancêtres sont parfois perçues comme des oni. Des rituels sont organisés dans diverses régions pour inviter ces esprits ancestraux à revenir lors du Bon, la fête des morts, ou du Nouvel An. Parmi ces rituels, on peut citer le Shūshō-oni-e sur la péninsule de Kunisaki et le Hana matsuri (花祭り ; festival des fleurs) dans la région de Mikawa, également connu sous le nom de Shimotsuki Kagura (霜月神楽). Dans la péninsule d'Oga, les oni, vêtus d'une cape de paille tressée, désignés sous le nom de Namahage sont vus comme des divinités annonceurs de la nouvelle année.
Le nouvel an, plus particulièrement celui situé à cheval entre l’année du bœuf et du tigre, peut également être considéré comme une festivité relative à l'oni.

## Culture populaire
En tant que figure importante de la culture japonaise, les oni sont des créatures récurrentes dans la fiction populaire :
- La fiction cross-media la plus populaire ayant les oni comme élément principal du récit n'est autre que Demon Slayer (kimetsu no yaiba ; 鬼滅の刃) où les "démons", sont en fait des oni, dans la version originale du manga. Ce sont des créatures nocturnes immortelles, et mangeuses d'hommes issues d'être humains transformés.
- La licence cross-média Pokémon contient un très grand nombre de créatures inspirées des oni comme Élektek, Ogerpon ou encore Oniglali dont ce dernier tire directement le nom de la créature. Mais le cas le plus remarquable reste celui du duo de pokémon Judokrak et Karaclé, deux pokémon spécialisés respectivement dans la discipline du judo et du karaté[26] : Dans le nintendo Dreams, l'illustrateur du studio de développement des jeux Ken Sugimori déclare que les deux monstres étaient dotés de cornes sur le front, en faisant un oni rouge et bleu[27]. Les cornes ont été supprimées par la suite, mais les deux pokémon restent respectivement un judo no oni (柔道の鬼 ; oni du judo) et un karate no oni (空手の鬼 ; oni du karaté), deux monstres investis et spécialisés dans leur domaine.
- Dans Yo-kai Watch, les oni forment une catégorie récurrente de yo-kai. Les plus grands d'entre eux, comme l'oni rouge Gargaros, l’oni bleu Ogralos ou l'oni noir Orqanos peuvent être affrontés en tant que Boss lors de phases de jeu spéciales.
- Dans les trois versions du jeu vidéo Fire Emblem Fates, les personnages peuvent choisir parmi de nombreuses classes de combattants. Parmi elles, le sauvage oni (鬼人 ; kijin). Le chef oni se battant à la hache et ont l'apparence d'un oni[28].
- Dans le jeu vidéo Super Street Fighter IV: Arcade Edition, un nouveau personnage nommé Oni, qui n'est autre qu'Akuma (ou Gouki au Japon), serait le mal absolu grâce à l'immersion totale de celui-ci au Satsui no Hado, une force surhumaine[29].
- Dans le jeu vidéo Dead by Daylight, le joueur peut incarner un oni lorsqu'il joue le rôle du tueur.
- Dans le jeu vidéo For Honor, le joueur peut contrôler un shugoki, personnage fortement inspiré d'un oni possédant certains pouvoirs démoniaques, un kanabo ainsi qu'un style se rapportant au design d'un oni.
- Dans la série Ninjago, les Onis proviennent du Premier Royaume, et font la guerre aux Dragons, habitants aussi du même royaume, depuis des temps immémoriaux. Le Premier Maître du Spinjitzu (PMS) est né comme "hybride" (c'est-à-dire possédant du sang de Dragon et d'Oni) dans leur royaume. Ses fils, Wu et Garmadon, ont alors du sang Oni. Un de ces derniers, Mistaké, a fini par rejoindre le PMS dans sa quête pour bâtir Ninjago. Les Ninjas, Wu et Garmadon les anéantissent tous (ainsi que leur leader l’Oméga) dans l'épisode 98 de la saison 10 (La Fin), même si leurs pouvoirs sont encore utilisés par Lloyd et Garmadon, dans la saison 15 (épisode Cristallisé), contre le Roi de cristal.
- Dans la série Legacies, dans l'épisode 4 de la saison 2, Hope Mikaelson, Landon Kirby et Josie Saltzman sont confrontés par un oni, qui a été ramené à la vie par Malivore en même temps que le chasseur d’oni qui avait été infecté par celui-ci au début des années 1300.
- Dans la saison 3 de la série Teen Wolf, des oni sont représentés comme des démons que l'ont ne peut arrêter. Les oni semblent être constitués de ténèbres pures contenues dans leur armure de Samouraï, et ils sont animés par une luciole qui vit dans leur poitrine, ils surgissent uniquement dans l'ombre.
- Dans la série des jeux Touhou, plusieurs personnages décrit comme appartenant à l'espèce des oni sont présents comme Yuugi Hoshiguma et Suika Ibuki par exemple.
- Dans le jeu Phasmophobia, l'oni est un type de fantôme qui s'énerve lorsqu'il y a trop de mouvement autour de lui.
- Dans le jeu Genshin Impact, le personnage d'Arataki Itto est un oni.
- Dans le mode « Légende » de Ghost of Tsushima, le joueur peut affronter différents types d’oni.
- Le film d'animation Mon oni à moi met en scène une oni.

#### Créatures apparentés auxoni
- Amanojaku, un yōkai habituellement représenté sous la forme d’un petit oni.
- Ushi-oni, un yōkai bovin avec des pattes d'araignée de mer.

#### Récits populaires
- Naita Aka-Oni, l'histoire d'une amitié brisée entre un oni rouge et un oni bleu.
- Momotarō, le récit d'un petit garçon volant le trésor d' oni après avoir mis à sac leurs île grâce à sa force surhumaine.
- Shuten-dōji, l'histoire d'un oni mangeur d'homme qui vivait sur le mont Ōe.

#### Architectures et arts
- Onigawara, un ornement de toit représentant un oni.
- Masque de Hannya, un masque de nō représentant le visage d'une kijo.

#### Culture populaire
- Kagome Kagome, un jeu d'enfants où l'un d'eux joue un oni.